# سرابيس (الأردن)
سرابيس أو خربة سرابيس منطقة أثريّة تقع في محافظة عجلون، شمال الأردن، وتحديدًا إلى الجنوب من بلدة عنجرة، على بعد 39 كيلومترًا شمال العاصمة عمّان، وعلى ارتفاع 963 متر فوق سطح البحر.
يُعد الموقع من أكبر المواقع الأثريّة بالمحافظة، حيث تزيد مساحته عن 4 كيلومتر مربع. كما يضم منطقة حرجيّة كبيرة متكونة من أشجار السنديان والبطم والبلوط وغيرها. يشتهر الموقع أيضًا بزراعة عدة أنواع من الفواكه، كما يضم عين ماء عذبة.

## التسمية
تشير تقديرات علماء الآثار إلى أن للموقع صلة بالوجود البطلمي في منطقة بلاد الشام في القرن الثاني قبل الميلاد من خلال المكتشفات الحجرية الأثريّة بالموقع الشبيهة بشكل الثور أو العجل، وهو الإله سرابيس عند البطالسة المصريين، والذي أخذت المنطقة تسميتها منه.
يُعتبر الإله سرابيس مزيجًا من الإله المصري أوزوريس، إله العالم السفلي والخصوبة والإله أبيس، العجل المُقدّس. وقد ظهر هذا الإله على يد بطليموس الأول بمساعدة الكاهن المصري مانيتون. وقد انتشرت عبادته جنوب سورية، كما عُثر على تمثال له في بلدة الضمير في ريف دمشق، وأشارت له أحد النصوص في معابد منين في سورية.

## التاريخ
تضم خربة سرابيس آثارًا لقرية مهجورة من الفترات الأيوبيّة والمملوكيّة والعثمانيّة وبقايا آثار هلنستيّة.
من أهم معالمها مبنى حجري مسقوف بعقد برميلي يُعتقد أنه مسجد القرية، بالإضافة إلى معصرة زيتون تعود للفترات الإسلاميّة المتوسّطة. وهذا واضح من الأراضي المزروعة بالزيتون والكروم، والتي أسهمت في نشوء هذه المستوطنة الكبيرة، واستمرارها على طول العصور الكلاسيكيّة والإسلاميّة.

## صور

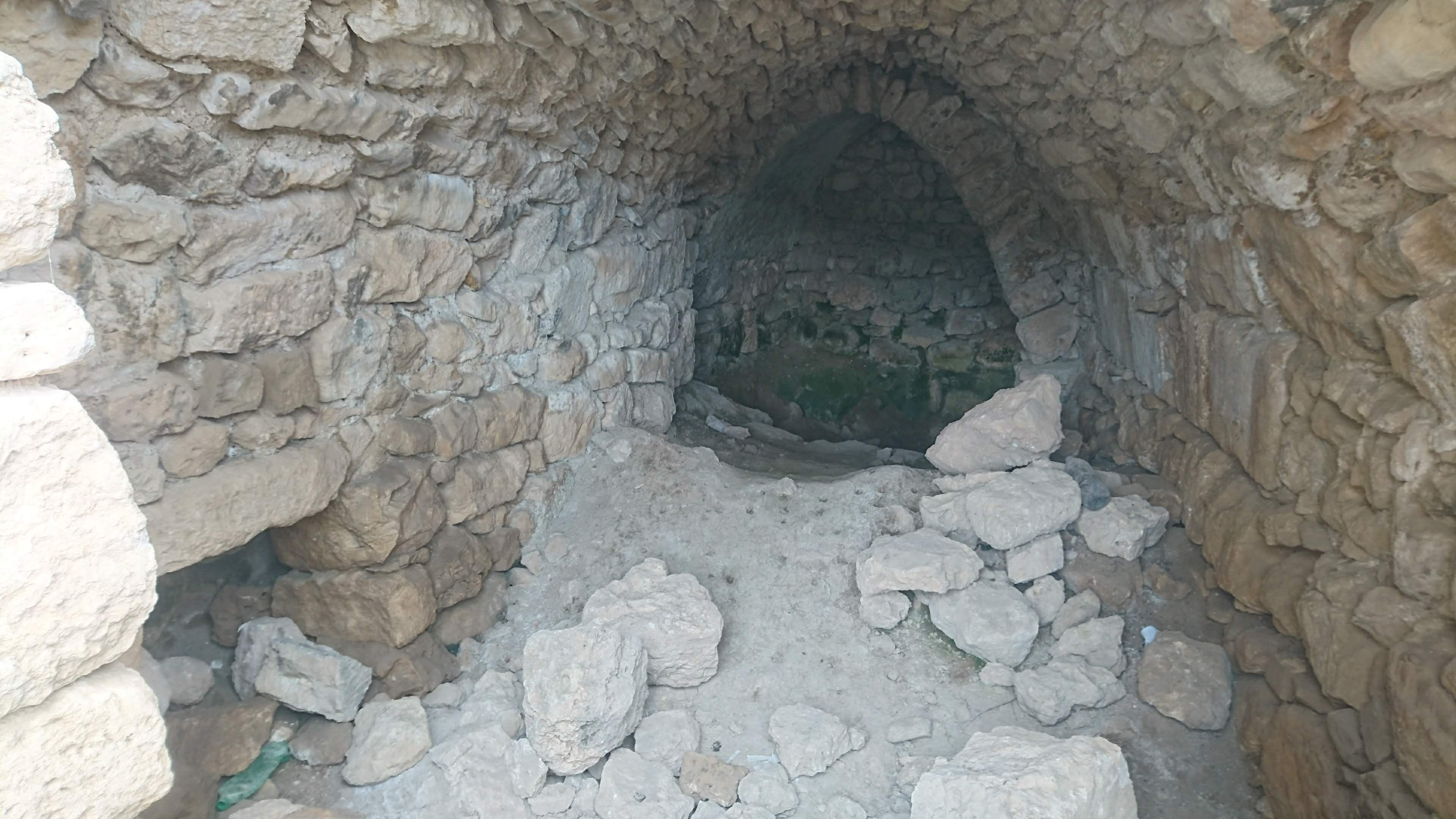
مسجد القرية
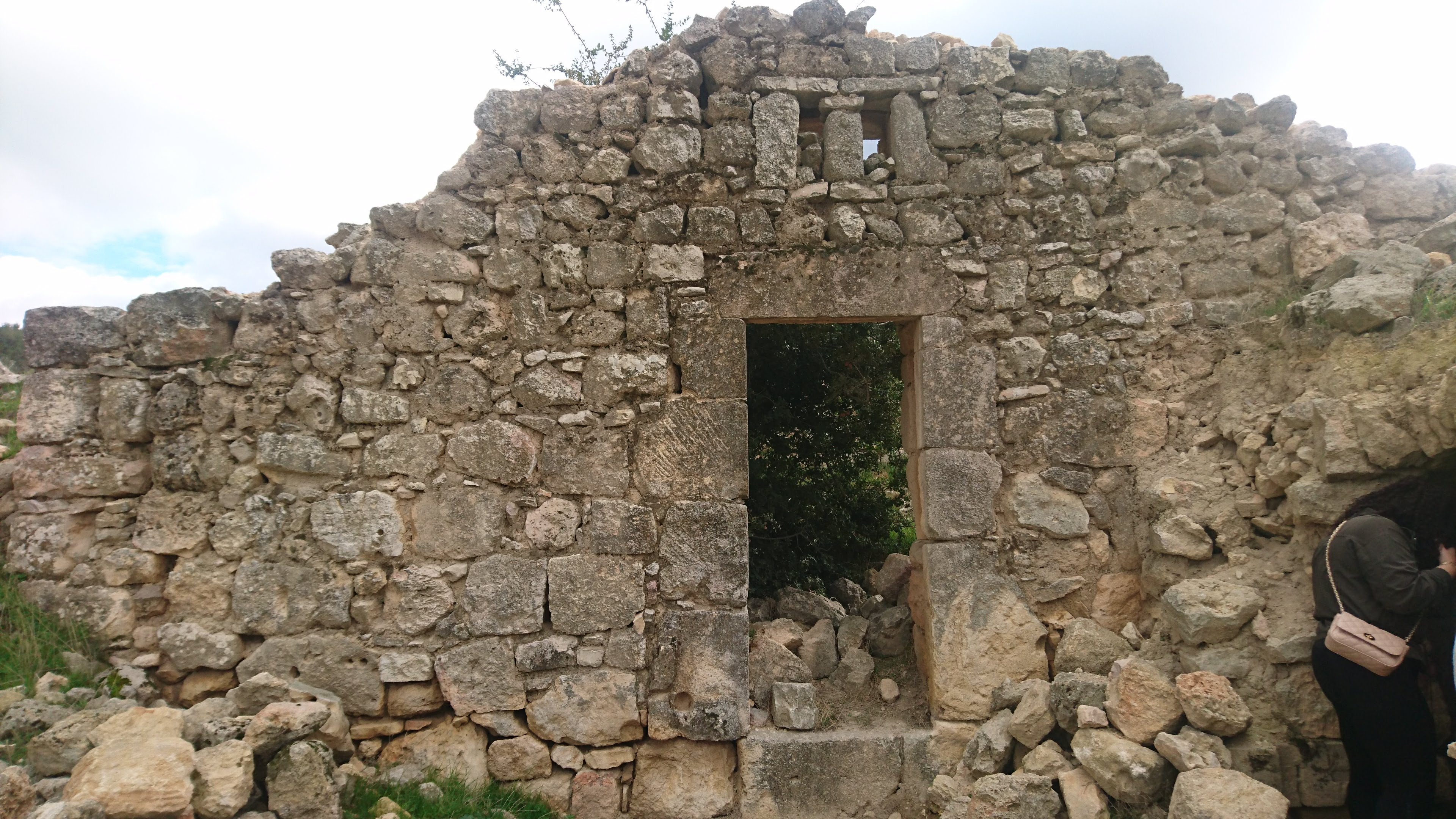
أحد منازل القرية
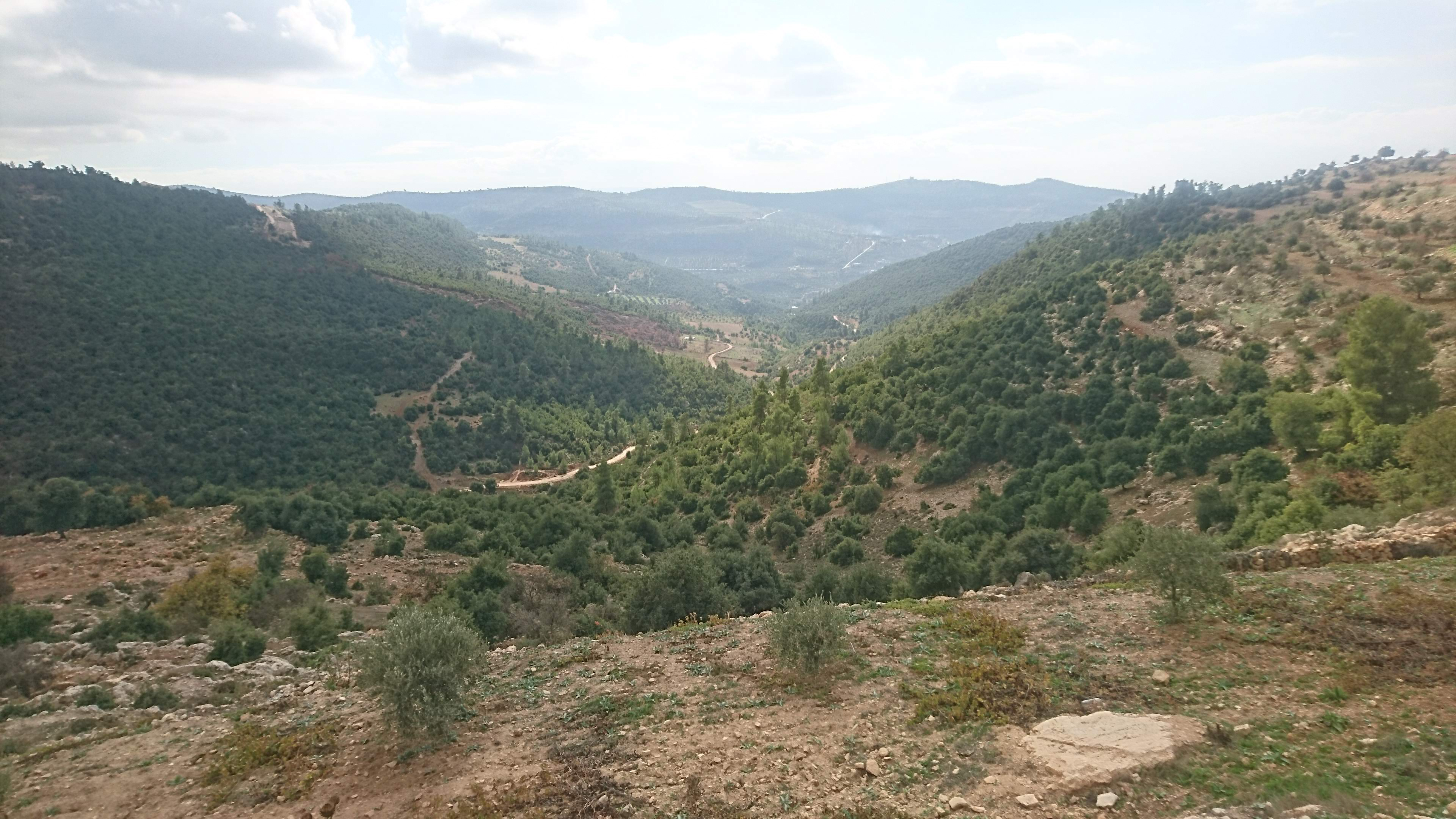
المنطقة الحرجية في سرابيس

## وصلات خارجية
- فيديو عن منطقة سرابيس، وكالة عجلون الاخبارية على يوتيوب